# Jaktorów
Jaktorów je vesnice v Polsku nacházející se v Mazovském vojvodství, v okrese Grodzisk Mazowiecki, v gmině Jaktorów. V letech 1975-1998 patřila vesnice administrativně do Vojvodství Skierniewice.
Vesnice je sídlem gminy Jaktorów. Název vesnice pochází od jména Jaktor — polské obměny jména Hektor.
Existuje legenda, která vysvětluje původ názvu trochu jinak. Před mnoha lety přes území Jaktorówa přejížděly vozy vezoucí samotného krále. Cesta utíkala bez velkých komplikací a tu náhle… Vůz vpadl do velkého příkopu a král z něj vypadl přímo do bláta. Byl tak překvapený, že vykřikl – Jakto rów?! (v překladu Jakto že příkop?). A od té doby se užívá název skládající ze dvou slov. V časech německé okupace se užívalo jméno "Bimbrówek".
Jaktorów leží na řece Pisia Tuczna, dříve se nacházel na okraji Puszczy Jaktorowské – posledního útočiště pratura. Na řece Pisia se nachází pomník posledního pratura, který padl v roce 1627 – pomník tvoří bludný balvan mající obvod 850 cm a na něm stojí nápis Tur – Bos primigenius Bojanus, předek tura domácího, přežil na území rezervace Puszczy Jaktorowské do roku 1627.
Na sever od železniční zastávky Jaktorów, uprostřed louk, u polního úvozu do Izdebna se nacházejí kurhany z 3. a 4. století. Pohřebiště ze skládá se dvou kruhových násypů, pod kterými byly odkryty kamenné kruhy.

## Turistické stezky
- Grzegorzewice (zastávka PKP) – Skuły/Bartoszówka – Kuklówka Zarzeczna i Radziejowicka – Jaktorów

## Osoby spojené s Jaktorówem
- Andrzej Wach, bývalý ředitel PKP S.A.